# Djer
Djer, Zer ali Sehti se po sedanji egiptologiji  šteje za tretjega kralja Prve dinastije Starega Egipta. Živel je okoli sredine 30. stoletja pr. n. št. in vladal okoli 40 let. Angleški egiptolog Flinders Petrie naj bi odkril mumificirano podlaket Djera ali njegove žene, vendar je nemški egiptolog Emile Brugsch  njegovo trditev zavrnil.

## Ime
Na Abidskem seznamu kraljev se tretji kralj imenuje Iti, v Torinskem seznamu kraljev je ime poškodovano in se začne iz It…, na Manetovem seznamu pa  se imenuje Uenéphes.

## Dolžina vladanja
Egipčanski svečenik Maneto, ki je pisal v 3. stoletju pr. n. št., je trdil, da je Djer vladal 57 let. Toby Wilkinson v svoji raziskavi,  objavljeni v Royal Annals of Ancient Egypt, poudarja, da mu  Kamen iz Palerma, ki je  starejši in zato bolj zanesljiv, pripisuje  vladavino »41 popolnih in delnih let«. Wilkinson ugotavlja, da so leta 1-10 Djerove vladavine ohranjena v registru II Kamna iz Palerma, medtem ko so srednja leta njegove vladavine  zapisana  v registru II fragmenta C1 v Kairu.

## Vladanje
Pred Djerom je vladala regentka Neithotep, ki je bila morda njegova mati ali stara mati.
Dokazi za Djerov obstoj in vladanje so:
- grobnica v Umm el-Qa'abu v Abidu
- odtisi njegovega pečatnika v grobnicah 2185 in 3471 v Sakari
- napisi v grobnicah 3503, 3506 in 3035 v Sakari
- odtis pečatnika in napisi iz Helwana[8]
- vrč iz Turaha z Djerovim imenom[9]
- slonokoščena tablica UC 16182 iz Abida[10]
- bakrena široka sekira z njegovim imenom[11]
- napis z njegovim imenom v Wadi Halfa, Sudan, katerega pristnost je vprašljiva

Napisi na slonovi kosti ali lesu so pisani z zelo zgodnjimi oblikami hieroglifov, ki ovirajo popoln prevod. Etiketa iz Sakare bi lahko prikazovala žrtvovanje ljudi, ki se je prakticiralo v Prvi dinastiji. Slookoščena tablica iz Abida omenja, da je Djer obiskal Buto in Sais v Nilovi delti. Eno od njegovih vladarskih let na Kamnu iz Kaira se je imenovalo »Leto udara na deželo Setjet«, za katero se pogosto špekulira, da je Sinaj ali dežela onkraj njegovih meja.
Maneto je trdil, da je Athothes, ki se včasih identificira kot Djer, napisal razpravo o anatomiji, ki je v njegovem času več kot dva tisoč let kasneje še vedno obstajala.

## Družina
Djer je bil sin kralja Hor-Aha in njegove žene Kentap. Njegov stari oče je bil verjetno Narmer. Bil je oče Djetove žene in Denove matere Merneit, ki se je naslavljala kot kasnejše kraljice. Pokopana je bila na stranskem pokopališču blizu Djerove grobnice v Abidu ali v Sakari. Djerove žene so bile domnevno tudi:
- Naktneit  (ali Neketneit), pokopana v Abidu in znana s stele[13][14]
- Herneit, pokopana v Sakari
- Sešemetka, pokopana ob kralju v Abidu;[15] Dodson in Hilton trdita, da je bila Denova žena[14]
- Penebui, znana s slonokoščene etikete iz Sakare[13]
- bsu, znana z etikete iz Sakare in več kamnitih posod; njeno ime je sestavljeno iz treh hieroglifov za ribo; branje imena je nezanesljivo

## Grob
Djer je bil, tako kot njegov oče Hor-Aha, pokopan v Umm el-Qa'abu v Abidu (grobnica O). Ob njem je bilo pokopanih 318 članov njegovega spremstva. Kasneje so njegovo grobnico častili kot Ozirisovo. Celotno grobišče vladarjev Prve dinastije, vključno z Djerovo grobnico, je postalo zelo pomembno mesto v egipčanskem verskem izročilu.
V Djerovi grobnici in okoli nje so odkrili več predmetov.
- Djerova stela, verjetno iz Abida, ki je zdaj v Kairskem muzeju
- etikete, na katerih je omenjeno ime palače in Meritneit
- fragmenti dveh vaz z imenom kraljice Neithotep
- zapestnice kraljice Neithotep

Na pomožnem grobišču so arheologi odkrili:
- stele več posameznikov
- slonokoščene predmete z Neithotepinim imenom
- slonokoščene tablice

Maneto pravi, da je Prva dinastija vladala iz Memefisa in da je bila Djerova žena Herneit pokopana v bližnji Sakari.

## Galerija
- Majhna slonokoščena  Djerova etiketa, ki omenja trdnjavo  ali kraljevo posestvo Hor-Djer-ib
- Odtis pečatnika z Djerovim serekom, najden v Abidu;  Britanski muze, London
- Ceremonijalni nož iz kremena z Djerovim Horovim imenom na zlatem ročaju; Royal Ontario Museum
- Ročaj ceremonijalnega noža